# Lista de rios fronteiriços
Esta é uma lista de alguns rios fronteiriços. Os rios fronteiriços definem secções de fronteiras internacionais. Não devem ser confundidos com rios internacionais, que cruzam uma fronteira sem a definir. A lista está dividida por continentes.

## África
| Lista de rios fronteiriços da África | Lista de rios fronteiriços da África | Lista de rios fronteiriços da África | Lista de rios fronteiriços da África | Lista de rios fronteiriços da África |
| ------------------------------------ | ------------------------------------ | ------------------------------------ | ------------------------------------ | ------------------------------------ |
| Nome                                 | País                                 | País                                 | Comprimento da fronteira fluvial     | Notas                                |
| Bahr al-Arab                         | Sudão                                | Sudão do Sul                         |                                      |                                      |
| Rio Bafing                           | Guiné                                | Mali                                 |                                      |                                      |
| Rio Bakoye                           | Guiné                                | Mali                                 |                                      |                                      |
| Rio Comoé/Komoé                      | Burquina Fasso                       | Costa do Marfim                      |                                      |                                      |
| Rio Congo                            | República Democrática do Congo       | República do Congo                   |                                      |                                      |
| Rio Corubal                          | Guiné                                | Guiné-Bissau                         |                                      |                                      |
| Rio Cuando (ou Chobe)                | Namíbia                              | Botswana                             |                                      |                                      |
| Rio Cuando (ou Kwando)               | Angola                               | Zâmbia                               |                                      |                                      |
| Rio Cuango (ou Kwango)               | Angola                               | República Democrática do Congo       |                                      |                                      |
| Rio Cubango (ou Okavango)            | Angola                               | Namíbia                              |                                      |                                      |
| Rio Cunene                           | Angola                               | Namíbia                              |                                      |                                      |
| Rio Chari                            | Chade                                | Camarões                             |                                      |                                      |
| Rio Dja                              | Camarões                             | República Democrática do Congo       |                                      |                                      |
| Rio Donga                            | Nigéria                              | Camarões                             |                                      |                                      |
| Rio Falémé                           | Guiné                                | Mali                                 |                                      |                                      |
| Rio Falémé                           | Senegal                              | Mali                                 |                                      |                                      |
| Rio Iobe (ou Yobe)                   | Níger                                | Nigéria                              |                                      |                                      |
| Rio Cassai (ou Kasai)                | Angola                               | República Democrática do Congo       |                                      |                                      |
| Rio Limpopo                          | África do Sul                        | Botswana                             |                                      |                                      |
| Rio Limpopo                          | África do Sul                        | Zimbabwe                             |                                      |                                      |
| Rio Logone                           | Chade                                | Camarões                             |                                      |                                      |
| Rio Luapula (ou Lwapula)             | República Democrática do Congo       | Zâmbia                               |                                      |                                      |
| Rio Mono                             | Benim                                | Togo                                 |                                      |                                      |
| Rio Níger                            | Benim                                | Níger                                |                                      |                                      |
| Rio Orange                           | Namíbia                              | África do Sul                        |                                      |                                      |
| Rio Rovuma                           | Tanzânia                             | Moçambique                           |                                      |                                      |
| Rio Sangha                           | República Centro-Africana            | Camarões                             |                                      |                                      |
| Rio Sangha                           | Camarões                             | República do Congo                   |                                      |                                      |
| Rio Senegal                          | Mali                                 | Mauritânia                           |                                      |                                      |
| Rio Senegal                          | Senegal                              | Mauritânia                           |                                      |                                      |
| Rio Chire                            | Malawi                               | Moçambique                           |                                      |                                      |
| Rio Tekezé                           | Eritreia                             | Etiópia                              |                                      |                                      |
| Rio Volta Negro                      | Gana                                 | Costa do Marfim                      |                                      |                                      |
| Rio Volta Negro                      | Gana                                 | Burquina Fasso                       |                                      |                                      |
| Rio Zambeze                          | Namíbia                              | Zâmbia                               |                                      |                                      |
| Rio Zambeze                          | Botswana                             | Zâmbia                               |                                      |                                      |
| Rio Zambeze                          | Zimbabwe                             | Zâmbia                               |                                      |                                      |

## América do Norte e Central
| Lista de rios fronteiriços da América do Norte e Central | Lista de rios fronteiriços da América do Norte e Central | Lista de rios fronteiriços da América do Norte e Central | Lista de rios fronteiriços da América do Norte e Central | Lista de rios fronteiriços da América do Norte e Central |
| -------------------------------------------------------- | -------------------------------------------------------- | -------------------------------------------------------- | -------------------------------------------------------- | -------------------------------------------------------- |
| Nome                                                     | País                                                     | País                                                     | Comprimento da fronteira fluvial                         | Notas                                                    |
| Rio Artibonite                                           | República Dominicana                                     | Haiti                                                    |                                                          |                                                          |
| Rio Detroit                                              | Canadá                                                   | Estados Unidos                                           | 51                                                       |                                                          |
| Halls Stream                                             | Canadá                                                   | Estados Unidos                                           |                                                          |                                                          |
| Arroyo Monument                                          | Canadá                                                   | Estados Unidos                                           |                                                          |                                                          |
| Rio Niagara                                              | Canadá                                                   | Estados Unidos                                           | 56                                                       |                                                          |
| Rio Pigeon                                               | Canadá                                                   | Estados Unidos                                           |                                                          |                                                          |
| Rio Rainy                                                | Canadá                                                   | Estados Unidos                                           |                                                          |                                                          |
| Rio St. Clair                                            | Canadá                                                   | Estados Unidos                                           | 64                                                       |                                                          |
| Rio St. Croix                                            | Canadá                                                   | Estados Unidos                                           | 114                                                      |                                                          |
| Rio Saint Francis                                        | Canadá                                                   | Estados Unidos                                           |                                                          |                                                          |
| Rio San Juan (Nova Brunswick)                            | Canadá (Nova Brunswick)                                  | Estados Unidos                                           |                                                          |                                                          |
| Rio São Lourenço                                         | Canadá                                                   | Estados Unidos                                           | 150                                                      |                                                          |
| Rio St. Marys                                            | Canadá                                                   | Estados Unidos                                           | 120                                                      |                                                          |
| Rio Grande (ou Rio Bravo)                                | Estados Unidos                                           | México                                                   |                                                          |                                                          |
| Rio Colorado                                             | Estados Unidos                                           | México                                                   |                                                          |                                                          |
| Rio Hondo                                                | México                                                   | Belize                                                   |                                                          |                                                          |
| Rio Suchiate                                             | México                                                   | Guatemala                                                |                                                          |                                                          |
| Rio Coco                                                 | Nicarágua                                                | Honduras                                                 |                                                          |                                                          |
| Rio Paz                                                  | Guatemala                                                | El Salvador                                              |                                                          |                                                          |
| Rio Motagua                                              | Guatemala                                                | Honduras                                                 |                                                          |                                                          |
| Rio San Juan                                             | Nicarágua                                                | Costa Rica                                               |                                                          |                                                          |
| Rio Sarstoon                                             | Guatemala                                                | Belize                                                   |                                                          |                                                          |
| Rio Sixaola                                              | Costa Rica                                               | Panamá                                                   |                                                          |                                                          |
| Rio Usumacinta                                           | México                                                   | Guatemala                                                |                                                          |                                                          |

## América do Sul
| Lista de rios fronteiriços da América do Sul | Lista de rios fronteiriços da América do Sul | Lista de rios fronteiriços da América do Sul | Lista de rios fronteiriços da América do Sul | Lista de rios fronteiriços da América do Sul |
| -------------------------------------------- | -------------------------------------------- | -------------------------------------------- | -------------------------------------------- | -------------------------------------------- |
| Nome                                         | País                                         | País                                         | Comprimento da fronteira fluvial             | Notas                                        |
| Rio Abuná                                    | Bolívia                                      | Brasil                                       |                                              |                                              |
| Rio Acre                                     | Brasil                                       | Peru                                         | 144                                          |                                              |
| Rio Acre                                     | Bolívia                                      | Brasil                                       | 180                                          |                                              |
| Rio Bermejo                                  | Argentina                                    | Bolívia                                      | 75                                           |                                              |
| Rio Courantine                               | Guiana                                       | Suriname                                     |                                              |                                              |
| Rio Desaguadero                              | Bolívia                                      | Peru                                         | 14                                           |                                              |
| Rio Guaporé (ou Iténez)                      | Bolívia                                      | Peru                                         | 850                                          |                                              |
| Rio Heath                                    | Bolívia                                      | Peru                                         | 217                                          |                                              |
| Rio Içá (ou Putomayo)                        | Colômbia                                     | Peru                                         |                                              |                                              |
| Rio Içá (ou Putomayo)                        | Colômbia                                     | Equador                                      |                                              |                                              |
| Rio Itaú                                     | Argentina                                    | Bolívia                                      | 71                                           |                                              |
| Rio Madeira                                  | Bolívia                                      | Brasil                                       |                                              |                                              |
| Rio Mamoré                                   | Bolívia                                      | Peru                                         | 265                                          |                                              |
| Rio Negro                                    | Bolívia                                      | Peru                                         |                                              |                                              |
| Rio Pando                                    | Bolívia                                      | Brasil                                       | 35                                           |                                              |
| Rio Paraná                                   | Brasil                                       | Paraguai                                     | 190                                          |                                              |
| Rio Paraná                                   | Argentina                                    | Paraguai                                     |                                              |                                              |
| Rio Paraguay                                 | Argentina                                    | Paraguai                                     | 390                                          |                                              |
| Rio Paraguay                                 | Bolívia                                      | Brasil                                       | 57                                           |                                              |
| Rio Paraguay                                 | Brasil                                       | Paraguai                                     | 328                                          |                                              |
| Rio Pilcomayo                                | Argentina                                    | Paraguai                                     | 835                                          |                                              |
| Rio Rapirrán                                 | Brasil                                       | Peru                                         |                                              |                                              |
| Rio Rapirrán                                 | Brasil                                       | Bolívia                                      |                                              |                                              |
| Rio Suches                                   | Bolívia                                      | Peru                                         | 95                                           |                                              |
| Rio Tambopata                                | Bolívia                                      | Peru                                         | 58                                           |                                              |

## Europa
| Lista de rios fronteiriços da Europa | Lista de rios fronteiriços da Europa | Lista de rios fronteiriços da Europa | Lista de rios fronteiriços da Europa | Lista de rios fronteiriços da Europa |
| ------------------------------------ | ------------------------------------ | ------------------------------------ | ------------------------------------ | ------------------------------------ |
| Nome                                 | País                                 | País                                 | Comprimento da fronteira fluvial     | Notas                                |
| Rio Ardila                           | Espanha                              | Portugal                             |                                      |                                      |
| Rio Águeda (Douro)                   | Espanha                              | Portugal                             |                                      |                                      |
| Rio Bug Ocidental                    | Polónia                              | Ucrânia                              |                                      |                                      |
| Rio Bug Ocidental                    | Bielorrússia                         | Polónia                              |                                      |                                      |
| Rio Chança                           | Espanha                              | Portugal                             |                                      |                                      |
| Rio Danúbio                          | Áustria                              | Eslováquia                           |                                      |                                      |
| Rio Danúbio                          | Hungria                              | Eslováquia                           |                                      |                                      |
| Rio Danúbio                          | Croácia                              | Sérvia                               |                                      |                                      |
| Rio Danúbio                          | Sérvia                               | Roménia                              |                                      |                                      |
| Rio Danúbio                          | Roménia                              | Bulgária                             |                                      |                                      |
| Rio Danúbio                          | Roménia                              | Ucrânia                              |                                      |                                      |
| Rio Daugava                          | Letônia                              | Bielorrússia                         |                                      |                                      |
| Rio Derkul                           | Ucrânia                              | Rússia                               |                                      |                                      |
| Rio Donets                           | Rússia                               | Ucrânia                              |                                      |                                      |
| Rio Douro                            | Espanha                              | Portugal                             |                                      |                                      |
| Rio Dnieper                          | Bielorrússia                         | Polónia                              |                                      |                                      |
| Rio Dniester                         | Moldávia                             | Ucrânia                              |                                      |                                      |
| Rio Drava                            | Croácia                              | Hungria                              |                                      |                                      |
| Rio Drina                            | Bósnia e Herzegovina                 | Sérvia                               |                                      |                                      |
| Rio Grense Jakobselv                 | Noruega                              | Rússia                               |                                      |                                      |
| Rio Guadiana                         | Espanha                              | Portugal                             |                                      |                                      |
| Rio Kolpa                            | Croácia                              | Eslovênia                            |                                      |                                      |
| Rio Maçãs                            | Espanha                              | Portugal                             |                                      |                                      |
| Rio Maritsa (Evros/Meriç)            | Grécia                               | Turquia                              |                                      |                                      |
| Rio Minho                            | Espanha                              | Portugal                             |                                      |                                      |
| Rio Mosa                             | Bélgica                              | Países Baixos                        |                                      |                                      |
| Rio Mosela                           | Alemanha                             | Luxemburgo                           |                                      |                                      |
| Rio Mura                             | Croácia                              | Eslovênia                            |                                      |                                      |
| Rio Narva                            | Estónia                              | Rússia                               |                                      |                                      |
| Rio Neisse                           | Alemanha                             | Polónia                              |                                      |                                      |
| Rio Neman                            | Lituânia                             | Rússia (Kaliningrado)                |                                      |                                      |
| Rio Neris                            | Bielorrússia                         | Lituânia                             |                                      |                                      |
| Rio Oder                             | Alemanha                             | Polónia                              |                                      |                                      |
| Rio Paatsjoki (Pasvikelva)           | Noruega                              | Rússia                               |                                      |                                      |
| Rio Prut                             | Roménia                              | Ucrânia                              |                                      |                                      |
| Rio Prut                             | Roménia                              | Moldávia                             |                                      |                                      |
| Rio Reno                             | Alemanha                             | Suíça                                |                                      |                                      |
| Rio Reno                             | Alemanha                             | França                               |                                      |                                      |
| Rio Reno                             | Liechtenstein                        | Suíça                                |                                      |                                      |
| Rio Rezovo                           | Bulgária                             | Turquia                              |                                      |                                      |
| Rio Sava                             | Bósnia e Herzegovina                 | Croácia                              |                                      |                                      |
| Rio Sava                             | Croácia                              | Sérvia                               |                                      |                                      |
| Rio Sozh                             | Bielorrússia                         | Ucrânia                              |                                      |                                      |
| Rio Tana                             | Finlândia                            | Noruega                              |                                      |                                      |
| Rio Tejo                             | Espanha                              | Portugal                             |                                      |                                      |
| Rio Tisza                            | Roménia                              | Ucrânia                              |                                      |                                      |
| Rio Tisza                            | Hungria                              | Ucrânia                              |                                      |                                      |
| Rio Torne                            | Suécia                               | Finlândia                            |                                      |                                      |

## Ásia
| Lista de rios fronteiriços da Ásia | Lista de rios fronteiriços da Ásia | Lista de rios fronteiriços da Ásia | Lista de rios fronteiriços da Ásia | Lista de rios fronteiriços da Ásia |
| ---------------------------------- | ---------------------------------- | ---------------------------------- | ---------------------------------- | ---------------------------------- |
| Nome                               | País                               | País                               | Comprimento da fronteira fluvial   | Notas                              |
| Rio Amur                           | China                              | Rússia                             |                                    |                                    |
| Rio Arax                           | Armênia                            | Turquia                            |                                    |                                    |
| Rio Arax                           | Azerbaijão (Naquichevão)           | Turquia                            |                                    |                                    |
| Rio Argun                          | China                              | Rússia                             |                                    |                                    |
| Rio Brahmaputra                    | Índia                              | Bangladesh                         |                                    |                                    |
| Rio Ganges                         | Índia                              | Bangladesh                         |                                    |                                    |
| Rio Kaladan                        | Índia                              | Myanmar                            |                                    |                                    |
| Rio Indo                           | Índia                              | Paquistão                          |                                    |                                    |
| Rio Ravi                           | Índia                              | Paquistão                          |                                    |                                    |
| Rio Mekong                         | Laos                               | Myanmar                            |                                    |                                    |
| Rio Mekong                         | Laos                               | Tailândia                          |                                    |                                    |
| Rio Naf                            | Bangladesh                         | Myanmar                            |                                    |                                    |
| Rio Pandaruan                      | Brunei                             | Malásia                            |                                    |                                    |
| Rio Acuriã                         | Armênia                            | Turquia                            |                                    |                                    |
| Rio Jordão                         | Israel                             | Jordânia                           |                                    |                                    |
| Rio Jarmuque                       | Israel                             | Jordânia                           |                                    |                                    |
| Rio Khabur                         | Iraque                             | Turquia                            |                                    |                                    |
| Rio Diala                          | Iraque                             | Irão                               |                                    |                                    |
| Shatt al-Arab                      | Iraque                             | Irão                               |                                    |                                    |
| Rio Sutlej                         | Índia                              | Paquistão                          |                                    |                                    |
| Rio Pequeno Zabe                   | Iraque                             | Irão                               |                                    |                                    |
| Rio Tumen                          | Coreia do Norte                    | Rússia                             |                                    |                                    |
| Rio Tumen                          | China                              | Coreia do Norte                    |                                    |                                    |
| Rio Ussuri                         | China                              | Rússia                             |                                    |                                    |
| Rio Yalu                           | China                              | Coreia do Norte                    |                                    |                                    |